# 樋箱
樋箱（ひばこ）は、ポータブルトイレ、便器の意の古語。
古文献では、「比婆古」あるいは「樋筐」という用字もある。
虎子（こし。おおつぼ）、清器（しのはこ。尿の箱）とおなじく、用便にもちいられた。
この種の便器は通常、箱形で、用便後いちいち汚物を捨て、洗いきよめておく。
ひばこを洗いきよめる女性は、比須万之（ひすまし）、あるいは樋洗いとよばれ、高貴な邸ではなくてはならぬ職業であった。
ひばこは、漆塗りの円筒形（径8寸、高さ7寸、ほど）、または長方形（幅7寸、長さ1尺、高さ6寸、ほど）のものを使用し、高級なものは紫檀地に螺鈿あるいは蒔絵などがほどこされたものもあった。
のちに、ひばこは、便所の穴にはめた枠をいうようになり、さらに衛生陶器の底なしの便器をもいうようになった。